# Mašina vremeni
Mašina vremeni (em russo:  Машина времени, em Língua russa "máquina do tempo") é uma banda de rock russo fundada em 1969. Mashina Vremeni foi uma pioneiro da música rock soviética e continua sendo uma das bandas mais antigas na Rússia. A música da banda incorpora elementos de rock clássico, blues e música folclórica russa. Os membros mais conhecidos de Mashina Vremeni são Andrei Makarevich - o fundador, cantor e compositor principal e personagem pública da banda, Alexander Kutikov - baixista e produtor / engenheiro de som e guitarrista / compositor Evgeny Margulis.

## História

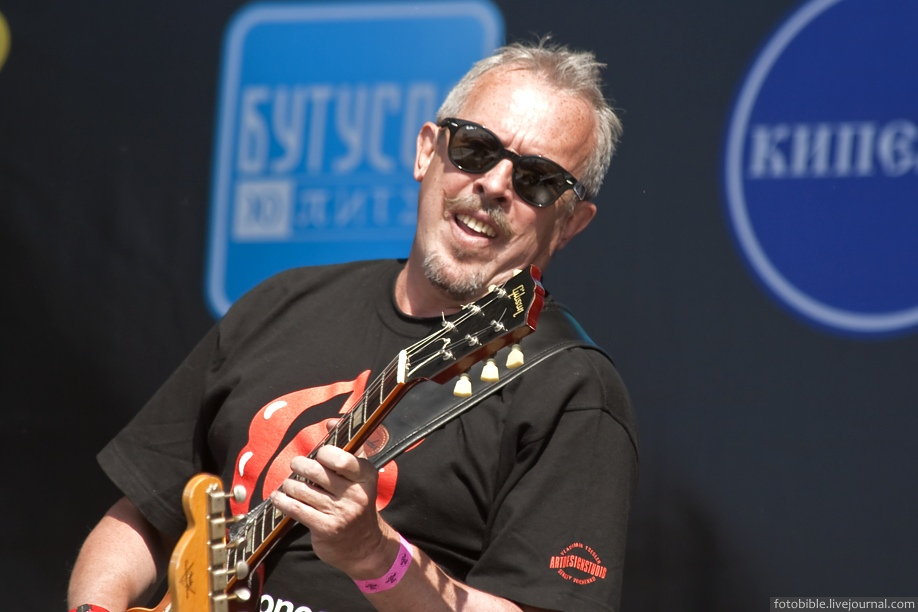
Andrei Makarevich

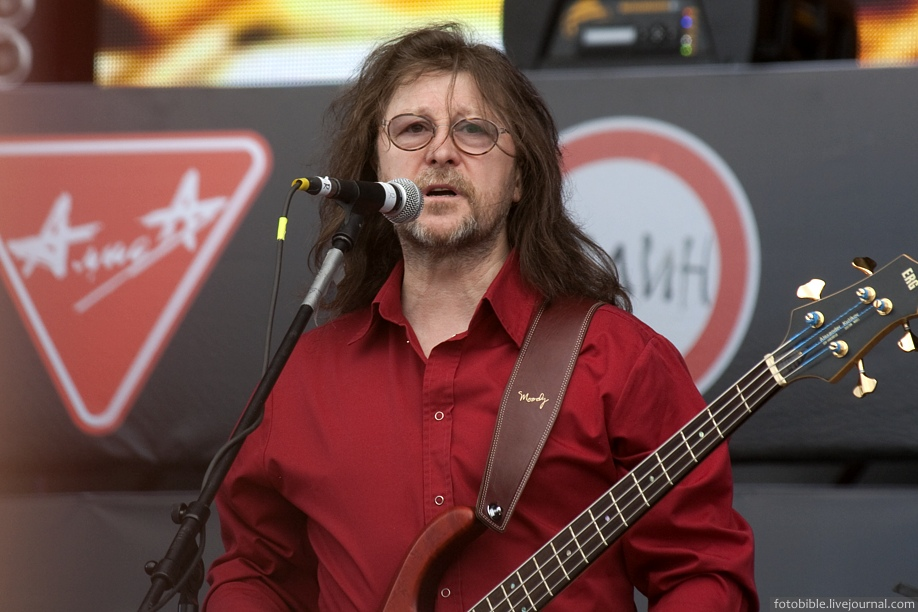
Alexander Kutikov

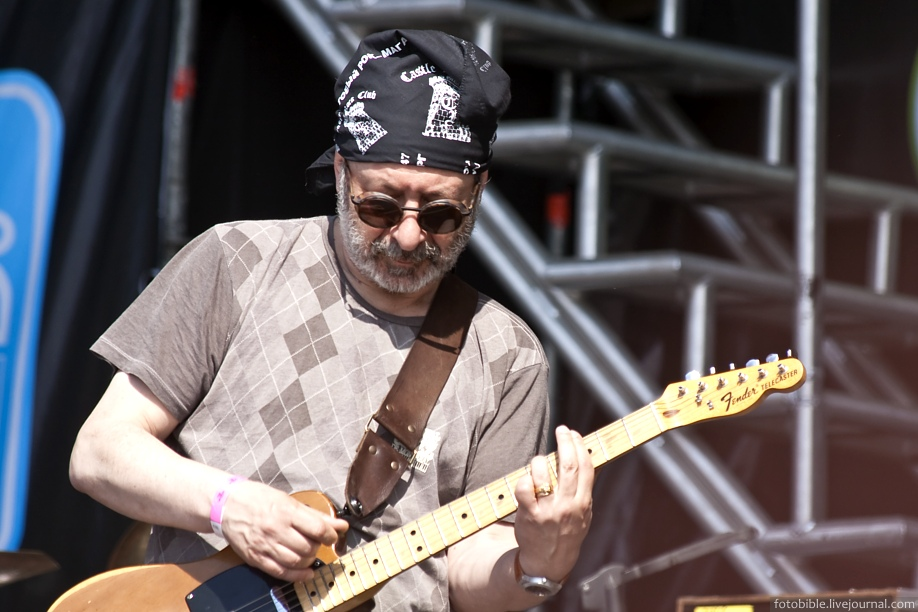
Evgeny Margulis

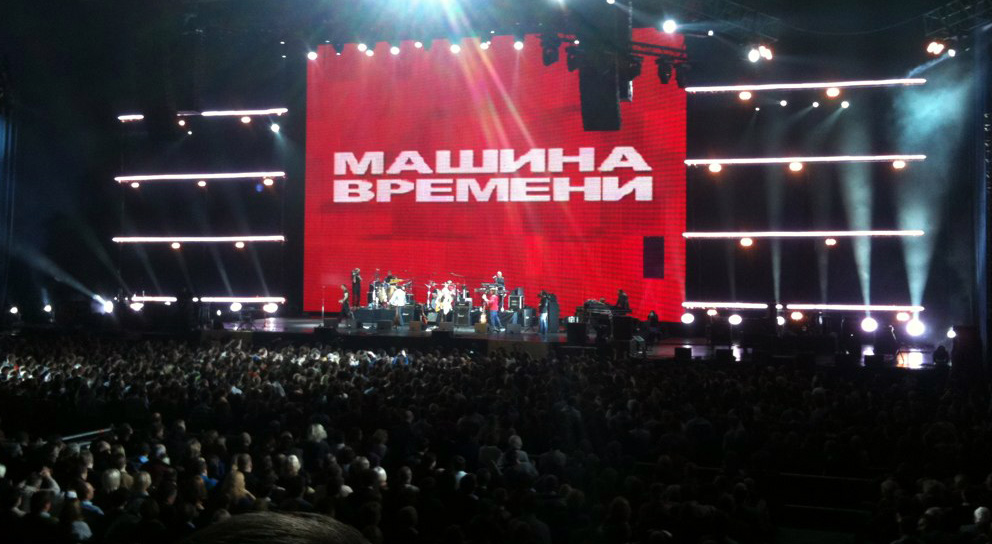
Mašina Vremeni no concerto de aniversário de 40 anos da banda.

Mašina vremeni foi uma das pioneiras do rock da União Soviética e é uma das mais antigas bandas de rock ainda em atividade na Rússia. A música da banda incorpora elementos do rock clássico, blues e música folclórica russa. Os membros mais conhecidos são Andrei Macarevitch, o fundador e principal compositor do grupo, Alexandre Cuticov, baixista, produtor e engenheiro de som, e Evgeni Margulis, guitarrista e compositor.
- 1982 - As repressões começam com sério com um artigo denunciante "Ragout Blue Bird" ("Blue Bird" foi uma música popular da banda), que descreve a produção da banda como depressiva e ideologicamente inadequada. Uma onda nacional de protesto contra a denúncia envia milhares de fãs para editores de jornais. Pyotr Podgorodetsky sai; Alexandr Zaitsev o substitui.
- 1986 - Uma compilação com as 'melhores músicas de 1979 a 1985 é gravada, e no mesmo ano também é lançado o Álbum V dobriy chas.
- 1987 - É lançado o álbum Reki i Mosty ("Rios e Pontes"), considerado o primeiro álbum oficial de Mashina Vremeni (todos os anteriores foram gravados ilegalmente, para distribuição no underground). Nesse ano também ocorrem suas primeiras aparições na televisão. A banda atua no festival Live Aid 2 no Japão.
- 1988 - Primeiras turnês internacionais - EUA, Canadá, Grécia, Espanha e Bulgária.
- 1989 - O álbum  V kruge sveta  ("No círculo da luz")  é lançado.[2][3]
- 1990 - Alexandr Zaitsev sai e Evgeny Margulis e Pyotr Podgorodetsky juntam-se à banda mais uma vez.
- 1991 - Medlennaya khoroshaya muzyka é lançado.
- 1993 - A empresa de Alexander Kutikov, "Sintez Records", lança álbuns retros "Melhores músicas 1979-1985" e "Isso foi há muito tempo". Também lançado o álbum  Vneshtatniy komandir Zemli  ("Comandante em tempo parcial da Terra").
- 1994 - Acoustic live album  Unplugged  é gravado e lançado. O 25º aniversário é celebrado em um concerto de 7 horas na Praça Vermelha com Chaif, Nautilus Pompilius, Garik Sukachov e Bravo.
- 1995 - Uma compilação de músicas antigas não publicadas é lançada. Esta compilação é conhecida como "Kovo ty hotiel udivit?" ("Quem esperava surpreender?").
- 1996 -  Kartonniye krylia lubvi  ("Asas de papelão do amor") é lançado.
- 1996 - O álbum "20 let spustya" (20 anos depois) é lançado.
- 1997 - O álbum Otryvayas ("Breaking away") é lançado.
- 1999 - O 30º aniversário da banda. Um concerto maciço, geralmente considerado o melhor da banda, ocorre no estádio principal do Complexo Esportivo Olímpico de Moscow. O álbum Chasy i znaki ("Horas e sinais") é lançado. Petr Podgorodetskiy sai devido a tensões. Andrey Derzhavin ocupa seu lugar no teclado.
- 2001 - Mesto gde svet ("O lugar onde há luz") é lançado.
- 2004 - 35º aniversário da banda. Um concerto com 35 músicas selecionadas ocorre na Praça Vermelha. O álbum Mashinalno ("Mecanicamente") é lançado.
- 2005 - O álbum ao vivo Kremlin rocks é lançado. A banda tocou com a orquestra de câmara do Kremlin.
- 2006 - A Sintez Records lança uma compilação chamada Mashina vremeni - chast 1 ("Time Machine - Part 1"). A banda registra um novo álbum (que é chamado em inglês Time Machine) no famoso Studio 2 em Abbey Road Studios.
- 2007 - O grupo lança o álbum Time Machine.
- 2009 - A banda comemora seu 40º aniversário com um grande concerto.
- 2010 - A banda continua a celebrar seu 40º aniversário com uma turnê norte-americana de sete paradas.[4]

## Músicos

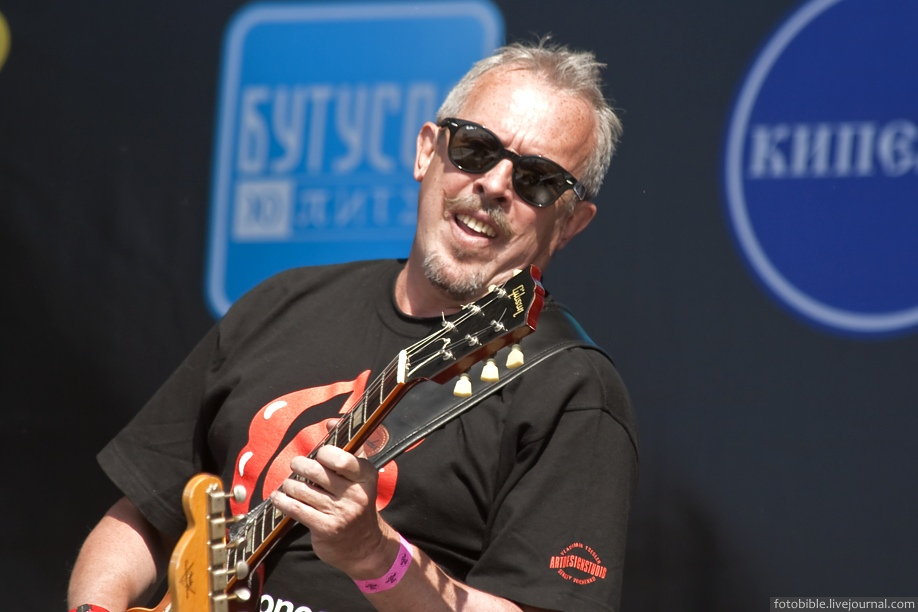
Andrei Macarevitch
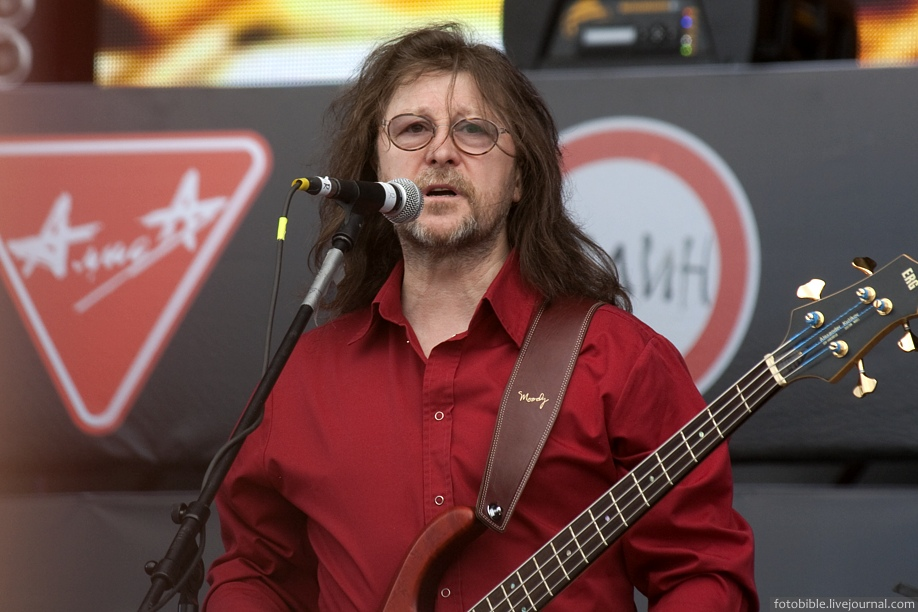
Alexandre Cuticov
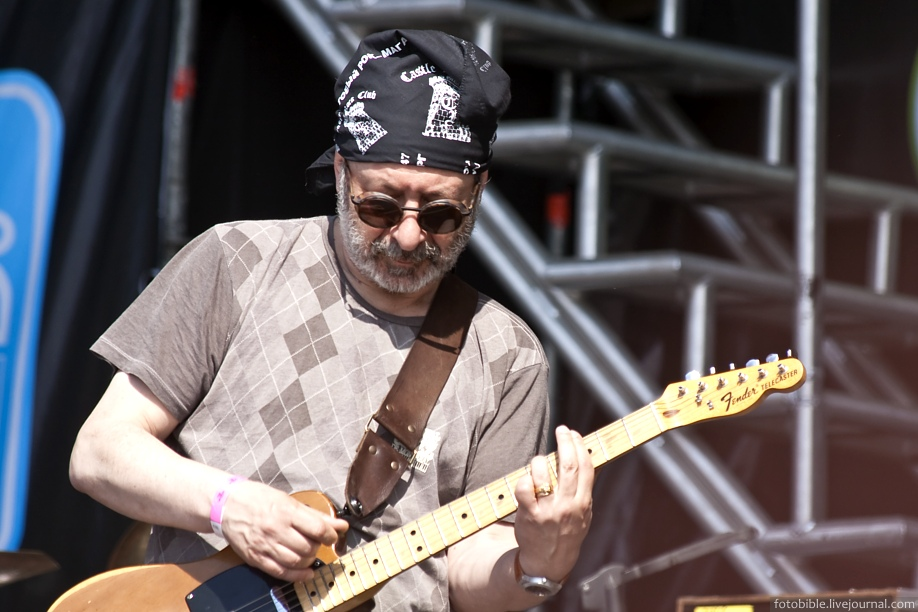
Evgeni Margulis